# Staberdorf
Staberdorf ist ein Dorf mit 76 Einwohnern im Südosten der Insel Fehmarn und Stadtteil der Stadt Fehmarn im Kreis Ostholstein in Schleswig-Holstein. Das Dorf erstreckt sich als Straßendorf in Nord-Süd-Richtung.

## Lage
In der Umgebung des Ortes gibt es zahlreiche frühgeschichtliche Fundstätten, darunter das Großsteingrab Staberdorf mit einem Deckstein von mehr als 3 m Länge, 2 m Breite und 2 m Höhe. Unweit östlich des Dorfes erhebt sich ein länglicher Hügel, der Hinrichsberg, mit 27 m die höchste Erhebung der Insel Fehmarn.
Nördlich des Leuchtturms Staberhuk dehnt sich der Wald Staberholz aus, der mit einer Fläche von 5,5 ha der größte Wald auf Fehmarn ist.

## Geschichte
Nach einer Beurkundung aus dem Jahre 1414 waren auf verschiedenen Flurstücken […] (insges. 7 ha) über mehrere Generationen Schuldverschreibungen (sog. "Unfreiheiten") zugunsten einer Lübecker Kirche eingetragen.
- 1230 werden für den Ort 12 mansi genannt, Dorflisten aus späteren Jahren nennen 1552 (25), 1661 (42) und 1735 (28).

Die weitere Entwicklung lässt sich aus folgenden Angaben nachvollziehen:

- 1707: 436 ha Acker, 35 Landbesitzer, 19 Schläge, 683 Parzellen, 1 Krämer/Höker, 4 Schneider, 1 Leineweber
- 1730: 22 Wohnungen, 10 Scheunen, 7 Viehställe, 7 sonstige
- 1833: 57 Gebäude, 68 % Strohdach, 34 % Brettergiebel, 25 % 5-Gefache
- 1854: 39 Höfe […]
- 1908: 34 Höfe […], 22 Wohnungen, 2 Höker, 1 Schuster, 4 Fischer, 185 Einwohner

## Schule
Die Schule des Dorfes wurde erstmals 1615 genannt und 1802 zur "eigenen" Distriktschule erhoben. 1833 wurde das erste Schulgebäude erwähnt. 1876 wurde ein neues bis zuletzt belegtes Schulhaus gebaut. Diese Schule war von 1948 bis 1954 zweiklassig. Ihre Auflösung erfolgte 1970 mit der Überweisung der Schulkinder an die Volksschule in Burg. Insgesamt sind 25 Lehrer namentlich bekannt. In den 1980er Jahren befand sich in der alten Schule ein Restaurant, in den 1990er Jahren wurde sie zu Ferienwohnungen umgebaut.

## Sehenswürdigkeiten

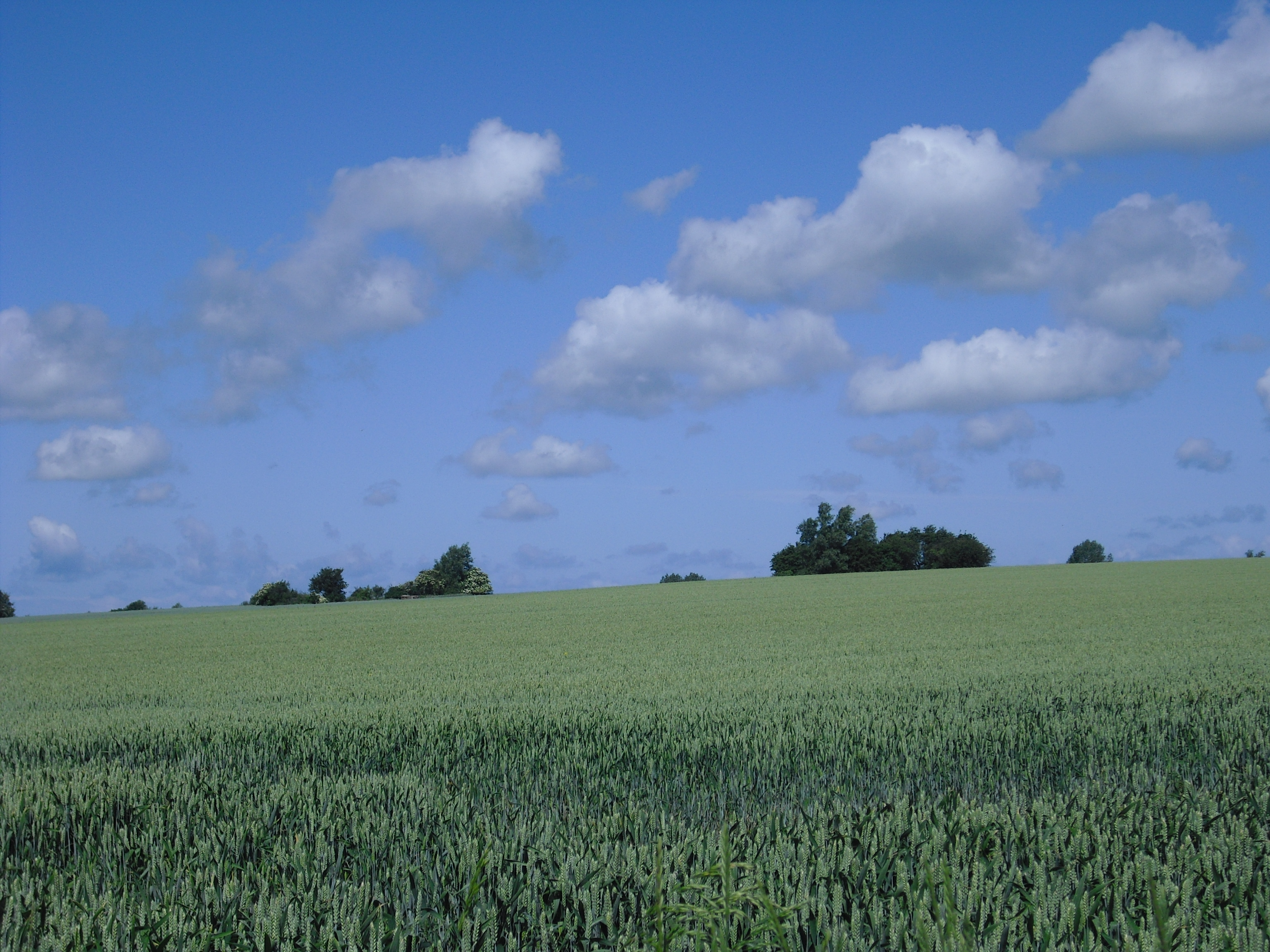
Hinrichsberg – mit 27 m Höhe höchste Erhebung auf Fehmarn.

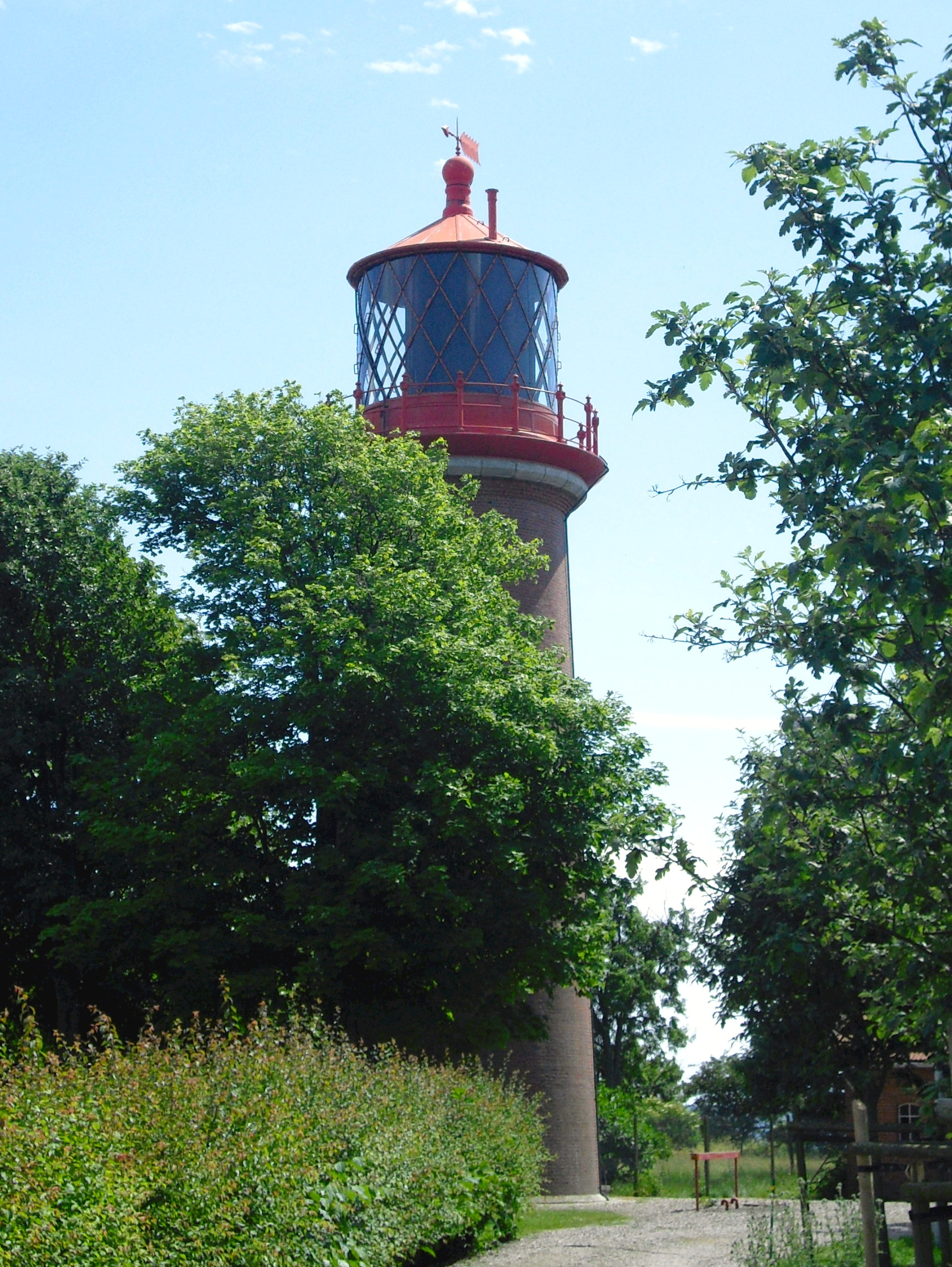
Leuchtturm Staberhuk bei Staberdorf.

Staberdorf besitzt einen Söll (Teich) und eine (rekonstruierte) Thingstätte, die eine kleine Geländeerhebung mit einem Lindenbaum ziert. In einer früheren Anlage umfassten sechs Findlinge die Thingstätte.
Das früher am Strand gelegene Wirtshaus Horensberg, das als Schmugglernest galt, ist nicht mehr erhalten.
Der Leuchtturm Staberhuk wurde (nach einem Übungs-Torpedolauf) 1903 errichtet. Seine Höhe beträgt 23 m (bei einer Sichtweite von 15 Seemeilen). Seit 1928 ist er elektrisch beleuchtet. Am Strand vor dem Leuchtturm befindet sich ein besonders großer Findling: dee Drummelsteen.